# ترینا رادکی
ترینا رادکی (به انگلیسی: Trina Radke) (زادهٔ ۱۷ دسامبر ۱۹۷۰) شناگر اهل ایالات متحده آمریکا است.